# 渡邊俊介
渡邊 俊介（平假名:、本名：渡邊 俊介，1976年8月27日—），曾效力過日本職棒千葉羅德海洋隊擔任（投手）。特徵為被稱為世界最低的下勾投法，通稱「Mr.Submarine」。2013年12月和波士頓紅襪簽下小聯盟合約。

## 球風
雖然是在職業棒球界也很稀少的下勾投法，但是比起一般的低肩投法以更低的位置(被稱為世界最低的離地3公分)投球，從打者的角度來看比起其他投手的投法有著大幅不同的球路、難以抓準打撃的時間點，要作打擊的假想練習就更難了。因為使用的投法是帶給下半身很大負擔的低肩投法，所以會重點式的鍛鍊基礎的下半身。本人的說法是「上半身的肌肉也不是不重要，但是是從下半身開始慢慢的把力量集中在手腕上，並且像鞭子般的甩出球」。此種投法容易消耗投手的體力，但是因為具有充沛的續航力所以採用此種奪三振率不高，主要是使對手擊出球並封殺的投球方式。
此種方式使用的球數較少便可以較有效壓制對手的打擊，所以完投的次數也多。本人的說法是「奪三振
多的時候反而是狀況比較不好的時候」。投球節奏掌握的也很好，在比賽中是撲克臉(指不會顯示出疲累表情的投手)。
在2003年投球姿勢尚未變更之前球速在130km/h~135km/h之間，變更之後最快是130km/h前後，平均球速大約是120km/h。中盤戰主要以直球，曲球，或者是有時會比直球快，約125km/h的快速伸卡球與滑球，或者是變速球等球速差異大的球種來決勝負。直球從2007年起就有意識的將它改造成四縫線快速球，曲球也被認為是二縫線快速球，本人也承認了這點。捕手橋本將曾在訪談中說過「這種伸卡球是魔球。」，會從高的地方掉進好球帶中。
擁有使對手打者幾乎察覺不到投球動作與時間改變的技術，出手點有著『高低』『左右』『前後』的不同。。進入職棒之後到2003年球季為止一直都很在意球速與三振數，本人也說「其實是以140km/h的球為目標」而煩惱、在參加愛好會時接受了黒木知宏與工藤公康的建議，轉變成了主要是讓身體的重心移動以投出不同球速的球，讓打者難以掌握的類型。
在交流戰對戰過的谷繁元信曾說「這樣講可能有點奇怪，但是渡邊並不是一般的『低肩投法』」、高木豊說「用這麼耗費體力的方法還能夠一臉輕鬆的表情，下半身一定經過了相當程度的鍛鍊。
狀況不好的時候手曾經擦掠過投手丘，而使得球往無法預測的方向飛去。比起其他投手投球時，也因為身體較低，使得右腳與地面摩擦而出血，所以在制服膝蓋的部分有護墊。
2007年開始請求小宮山悟的教導，使用從2001年就開始研究，用來對付左打者的變速球。但是，在沒有風的巨蛋球場中，變化的角度並不大而在2007年6月11日對中日龍的比賽之後被中日的落合博滿教練所指責。，本人也公開說過對於巨蛋型的球場比較不擅長。
2008年發出宣言，會使用研究了10年以上的球路上旋球。球會不自然的往上飄，是迷惑打者感覺的一種球路。
對於打擊非常的不拿手，在2005年5月的交流戰之中面對了首打席，但是吞下了5打席5三振的最差紀錄。教練曾說在隊上的打擊能力是倒數的。

## 經歷

### 進入職棒之前
栃木縣下都賀郡都賀町出身。6歳開始打棒球但卻老是坐板凳、在看不下去的父親勸說下改練下勾投法。高中畢業後經由東都大学野球連盟所屬的國學院大學進入了社會人棒球的新日本製鐵君津隊。
參加2000年讀賣巨人春季集訓的時候、清原和博曾預言「進職棒的話就會對上吧!」。當時雖是隊上次於恩田寿之的2號投手、但在同年夏天第71回都市對抗棒球大會中南関東2次予選中恩田因出賽太多雖然保有本次大賽的出場權但是肩膀與手肘都有不舒服的地方、所以本次大會以渡邊為先發投手全部4場比賽都登場、打敗了三菱重工廣島、豐田汽車、西濃運輸而進入4強、並獲得了優秀選手獎。在職業選手與業餘選手混合的隊伍雪梨奧運棒球日本代表中也被選出、對義大利時以中繼投手登板並成為了勝利投手。對古巴暫時也是以中繼投手身分上場但是被打出3分全壘打而成為敗戰投手。秋天時社會人棒球日本選手權大會進入8強、與同僚野田浩輔共同發表進入職棒宣言。同年在選秀會上被千葉羅德海洋隊以第4位指名入團。因為「我是公司上司掛布雅之的忠實球迷」的理由背號決定為31號。

### 進入職棒後
2001年
以即時戰力被期待著、4月25日對歐力士野牛戦生涯首次登板、與首次先發。9月3日對軟體銀行戰獲得生涯初勝利・初完封記錄。13場比賽登板防御率為2.66、6場比賽先發獲得2勝。
2002年
8場比賽0勝3敗、以防御率6點多的成績結束該球季。同年11月與社會人時代的同僚、2000年的都市對抗賽從事啦啦隊的女性結婚。
2003年
球季初次先發的5月21日對歐力士戰中，投了4又1/3回失8分（自責分7）。比賽前教練對他說「因為下雨而輸掉比賽的劃下次就沒機會了」、本人也說「比賽的時候很恐怖」。在同月27日最後機會的對歐力士戰中投了5又2/3回失2分，成為勝利投手、從此進入先發輪值。對西武戰時完成了12回完投的記錄與第一次到達了規定投球回數、獲得9勝。
2004年
初次獲得二位數勝利的12勝。同年美日棒球比賽球被大衛·歐提茲在東京巨蛋打出了一發推定距離160m的全壘打。
2005年
3月27日對東北樂天金鷹戰時，達成了1安打1四壞球2雙殺完投的紀錄。在指定打擊制的太平洋聯盟沒有打擊的機會、但在同年交流戦開始的5月8日對横濱海灣之星戰中雖然得到了完封勝利但是也創下了5打席連續三振的記錄。最後在15勝4敗與防御率2.17的成績下、對該隊作出了很大的貢獻，也為31年未優勝的隊史畫下了休止符。與阪神虎隊在日本系列賽中作為第2戰的先發、獲得了4安打無四球完封勝利。
2006年
被選為2006 世界棒球經典賽日本代表。4月29日對樂天戰到第6回為止都是無安打無上壘的投球、但是第7回開始對鉄平投出2打席連續的危険球而遭受到退場處分。頭部危險球本身是慢速曲球，就算被打中應該也沒有大礙。比賽以中繼投手陣壓制樂天的打線而獲得完封勝利，而渡邊成為隊上第一個「被安打0的降板投手」「遭到退場處分的勝利投手」、進而接受了單場MVP的採訪。5月28日對巨人戰終於打出了生涯初安打。同年，防御率經常位於4點多的位置，也從3年連續二位數勝利中停止、並以聯盟最多14与死球的低迷成績結束球季。
2007年
除了1場比賽中繼之外其他的比賽都以先發的姿態登板並且表現安定的投球。特別是在後半賽季中保持了2.44的防禦率。在與軟銀的季後賽第1戰先發、雖然因失策而失去了4分（自責分1）但是最後仍獲得完投勝利。
2008年
雖然有2場完封的紀錄，但是一邊投球一邊靠著打線的援護而獲得勝利的比賽較多。最後與清水直行並列隊上最多的13勝，完成了先發投手的任務。8月18日對樂天戰中只贏對方1分、賽後接受MVP採訪時回答「能贏就好了!」、使得場邊的球迷們只能苦笑。
2009年
連續兩次被選為2009 世界棒球經典賽日本代表、作為中繼投手，在2場比賽中登板、面對打者8人被安打0、自責分0。雖然在球季中敗場數大大的超越了勝場數，獲得了3勝13敗，但是有13次的優質先發記錄，可說是充分的發揮了先發投手的功能與責任。是達到規定投球局數且勝率未滿2成的投手中，從1988年阪神的野田浩司（野田為3勝13敗、勝率.188與渡邊相同，防御率為3.98）以來第二人，其中經過了21年。
2010年
以先發輪值的投手身分支持著隊伍，雖然為球隊貢獻了8勝，但因為里崎智也受傷未能出賽，不習慣與的場直樹搭檔，常常陷入苦戰。但在里崎回歸的季後賽第一場次中，中繼了3又2/3局無失分、第二場次以先發姿態險險完封對手(途中失了2分)，也為進入日本系列賽做出了貢獻。

## 個人年度成績
|            |            |     |     |    |   |   |    |    |   |    |      |      |        |      |     |     |    |    |     |   |   |     |     |      | WHIP |
| ---------- | ---------- | --- | --- | -- | - | - | -- | -- | - | -- | ---- | ---- | ------ | ---- | --- | --- | -- | -- | --- | - | - | --- | --- | ---- | ---- |
| 2001       | 羅德       | 13  | 6   | 1  | 1 | 0 | 2  | 2  | 0 | -- | .500 | 211  | 50.2   | 41   | 5   | 23  | 1  | 3  | 31  | 0 | 0 | 18  | 15  | 2.66 | 1.26 |
| 2002       | 羅德       | 8   | 8   | 0  | 0 | 0 | 0  | 3  | 0 | -- | .000 | 155  | 34.0   | 41   | 6   | 12  | 0  | 6  | 26  | 1 | 0 | 26  | 24  | 6.35 | 1.56 |
| 2003       | 羅德       | 20  | 18  | 6  | 0 | 0 | 9  | 4  | 0 | -- | .692 | 566  | 140.0  | 114  | 19  | 31  | 1  | 9  | 74  | 0 | 0 | 60  | 57  | 3.66 | 1.04 |
| 2004       | 羅德       | 23  | 23  | 4  | 0 | 1 | 12 | 6  | 0 | -- | .667 | 637  | 150.1  | 145  | 12  | 42  | 1  | 12 | 101 | 0 | 0 | 66  | 60  | 3.59 | 1.24 |
| 2005       | 羅德       | 23  | 23  | 8  | 3 | 3 | 15 | 4  | 0 | 0  | .789 | 722  | 187.0  | 152  | 14  | 27  | 1  | 4  | 101 | 0 | 0 | 48  | 45  | 2.17 | 0.96 |
| 2006       | 羅德       | 23  | 23  | 4  | 0 | 1 | 5  | 11 | 0 | 0  | .313 | 638  | 147.0  | 155  | 12  | 35  | 2  | 14 | 105 | 0 | 0 | 79  | 71  | 4.35 | 1.29 |
| 2007       | 羅德       | 25  | 24  | 8  | 2 | 1 | 9  | 6  | 0 | 0  | .600 | 707  | 177.0  | 154  | 14  | 34  | 3  | 3  | 93  | 1 | 0 | 57  | 48  | 2.44 | 1.06 |
| 2008       | 羅德       | 26  | 26  | 3  | 2 | 1 | 13 | 8  | 0 | 0  | .619 | 733  | 172.2  | 195  | 17  | 29  | 4  | 13 | 104 | 1 | 0 | 81  | 80  | 4.17 | 1.30 |
| 2009       | 羅德       | 25  | 21  | 3  | 0 | 0 | 3  | 13 | 0 | 1  | .188 | 621  | 144.1  | 144  | 9   | 46  | 3  | 13 | 74  | 0 | 1 | 69  | 65  | 4.05 | 1.32 |
| 2010       | 羅德       | 26  | 25  | 3  | 0 | 0 | 8  | 8  | 0 | 0  | .500 | 651  | 148.1  | 171  | 10  | 45  | 0  | 7  | 63  | 1 | 0 | 77  | 74  | 4.49 | 1.46 |
| 2011       | 羅德       | 24  | 24  | 1  | 0 | 1 | 7  | 9  | 0 | 0  | .438 | 566  | 132.0  | 139  | 11  | 39  | 0  | 6  | 43  | 1 | 0 | 58  | 54  | 3.68 | 1.35 |
| 2012       | 羅德       | 13  | 13  | 1  | 0 | 1 | 4  | 4  | 0 | 0  | .500 | 302  | 69.2   | 80   | 7   | 13  | 0  | 2  | 43  | 0 | 0 | 36  | 34  | 4.39 | 1.33 |
| 2013       | 羅德       | 6   | 6   | 0  | 0 | 0 | 0  | 4  | 0 | 0  | .000 | 125  | 25.1   | 34   | 2   | 9   | 1  | 4  | 9   | 0 | 0 | 19  | 13  | 4.62 | 1.70 |
| 通算：13年 | 通算：13年 | 255 | 239 | 42 | 8 | 9 | 87 | 82 | 0 | 1  | .515 | 6634 | 1578.1 | 1565 | 138 | 385 | 17 | 96 | 846 | 5 | 1 | 694 | 640 | 3.65 | 1.24 |

- 2013年度球季結束時
- 各年度的粗字為該聯盟最高

### 背號
- 31 （2001年 - 2013年）

### 頭銜・表彰
- 最優秀投捕搭檔：2005年（捕手：里崎智也）
- 季後賽優秀選手：2005年
- 栃木縣民榮譽獎：2006年
- 千葉市市民榮譽獎：2006年

### 個人記錄
投手記錄
- 初登板・初先發：2001年4月25日、對歐力士野牛4回戰（Green Stadium神戸）、5局1失分
- 初奪三振：同上、2局下半塩崎真
- 初勝利・初完投勝利・初完封勝利：2001年9月3日、對軟體銀行25回戰（福岡巨蛋）
- 初中繼：2009年10月6日、對東北樂天金鷹23回戰（千葉海洋體育場）

打擊記錄
- 初安打：2006年5月28日、對讀賣巨人3回戰（東京巨蛋）、6局上半從西村健太朗手中擊出右前方安打
- 初打點：2012年6月20日、對東京養樂多燕子4回戰（明治神宮野球場）、6局上從館山昌平手中擊出中前適時打
- 1場比賽5次三振：2005年5月8日、對橫浜灣星3回戰（横浜球場）　※史上第12人（太平洋聯盟第5人）

其他記錄
- 1000投球回：2008年7月27日、對軟體銀行15回戰（福岡Yahoo!Japan巨蛋）、8局下半1人出局大村直之　※史上第313人
- 1500投球回：2012年5月3日、對歐力士野牛5回戰（大阪巨蛋）、6局下2人出局李大浩　※史上第166人
- 全明星賽選出：2004年、2005年
- 季後賽初登板初完封：2005年10月23日　※史上第11人、無四球達成為史上第3人

## 著作
- 低肩投法論（光文社新書　特別:Booksources/isbn=4-334-03371-7|ISBN 4-334-03371-7）

## 註解
1. ↑  TBS系列『ZONE』特集。
2. ↑  本次比賽投3局失6分。

## 關連項目
- 栃木縣出身人物
- 千葉羅德海洋球員
- 竹田利秋 - 大學時代教練
- 應武篤良 - 社會人時代教練

## 外部連結
- 俊介の“旬”な話 （页面存档备份，存于）（官方網誌） （日語）
- 高校野球情報.com 独占インタビュー 第14回 渡辺 俊介選手（2008.05.07） （页面存档备份，存于）